# White Lake (Dacota do Sul)
White Lake é uma cidade localizada no estado norte-americano de Dakota do Sul, no Condado de Aurora.

## Demografia
Segundo o censo norte-americano de 2000, a sua população era de 405 habitantes.
Em 2006, foi estimada uma população de 386, um decréscimo de 19 (-4.7%).

## Geografia
De acordo com o United States Census Bureau tem uma área de
1,0 km², dos quais 1,0 km² cobertos por terra e 0,0 km² cobertos por água.

## Localidades na vizinhança
O diagrama seguinte representa as localidades num raio de 32 km ao redor de White Lake.